# Berberia abdelkader
Berberia abdelkader är en fjärilsart som beskrevs av Pierret 1837. Berberia abdelkader ingår i släktet Berberia och familjen praktfjärilar. Inga underarter finns listade i Catalogue of Life.